# 1782
1782 (MDCCLXXXII) byl rok, který dle gregoriánského kalendáře započal úterým.

## Události
- 12. ledna – Císař Josef II. započal s církevními reformami.
- 8. března – Při tzv. Gnadenhüttenském masakru bylo v misijní vesnici Moravských bratří na území dnešního státu Ohio zavražděno 96 pokřtěných indiánů.
- 22. března – Josef II. zrušil Klášter Chotěšov.
- 13. června – Ve Švýcarsku byla popravena Anna Göldi, poslední oběť čarodějnických procesů v Evropě.
- 22. září – Ruská carevna Kateřina II. Veliká založila Řád sv. Vladimíra.
- 2. listopadu – Josef II. vydal josefinský toleranční patent pro Židy

### Probíhající události
- 1775–1783 – Americká válka za nezávislost

## Vědy a umění
- 13. ledna – V Mannheimu měla premiéru divadelní hra Friedricha Schillera Loupežníci.
- Chilský jezuita Juan Ignacio Molina v Evropě vydal knihu Saggio sulla Storia Naturale del Chili o chilské přírodě a řadě dosud nepopsaných živočišných druzích.
- Rakouský přírodovědec Franz Josef Müller von Reichenstein objevil chemický prvek tellur.
- V Petrohradu byla odhalena bronzová jezdecká socha cara Petra I. Velikého Měděný jezdec od francouzského sochaře Étienna Mauricea Falconeta.
- Francouzský spisovatel Choderlos de Laclos vydal román Nebezpečné známosti.

## Narození

### Česko
- 5. ledna – Anton Renner, kanovník Katedrální kapituly u sv. Štěpána v Litoměřicích († 21. května 1838)
- 15. února – Faustin Ens, topograf a pedagog († 5. března 1858)
- 28. února – Josef Božek, český mechanik († 21. října 1835)
- 29. března – Vincenc Hlava, lesník a entomolog († 21. března 1849)
- 26. května – Josef Drechsler, kapelník, skladatel a pedagog († 27. února 1852)
- 12. července – Josef Dlask, rychtář a písmák († 20. května 1853)
- 13. července – Jan Žvejkal, zlatník a autor cestopisů († 8. května 1854)
- 4. září – Karel Hanl, katolický biskup († 7. října 1875)
- 7. září – Václav Kára, katolický duchovní († 15. prosince 1859)
- 13. září – Václav Michal Pešina z Čechorodu, kněz, spisovatel a nakladatel († 7. května 1859)
- 5. října – Karel Vilém II. z Auerspergu, rakousko-český šlechtic († 25. ledna 1827)
- 13. listopadu – Josef Jan Alois Drda, kreslíř a grafik († 14. října 1833)
- 27. listopadu – Ignác Florus Stašek, vyškovský matematik, astronom a fotograf († 1. května 1862)
- 10. prosince – Josef Liboslav Ziegler, kněz, básník a spisovatel († 23. května 1846)
- 19. prosince – Julius Vincenc von Krombholz, šlechtic, lékař a mykolog německé národnosti († 2. listopadu 1843)
- 24. prosince – Therese Brunetti, herečka Stavovského divadla v Praze († 15. května 1864)

### Svět

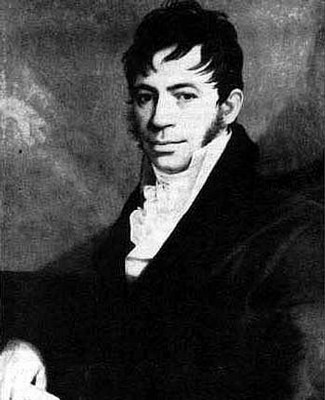
Josef Božek (* 28. února)

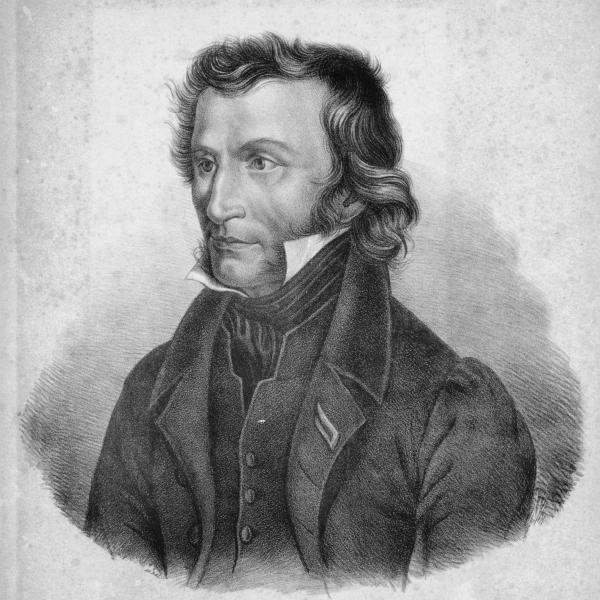
Niccolò Paganini (* 27. října)

- 5. ledna – Robert Morrison, britský protestantský misionář v Číně († 1. srpna 1834)
- 18. ledna – Daniel Webster, americký politik († 24. října 1852)
- 20. ledna – Jan Habsbursko-Lotrinský, rakouský arcivévoda a vojevůdce († 11. května 1859)
- 29. ledna – Daniel Auber, francouzský skladatel a pedagog († 13. května 1871)
- 30. ledna – Wincenty Krasiński, polský generál († 24. listopadu 1858)
- 15. února – William Miller, americký baptistický misionář († 20. prosince 1849)
- 19. února – Pavlína Zaháňská, kuronská princezna a kněžna zaháňská († 8. ledna 1845)
- 18. března – John C. Calhoun, americký politik, viceprezident USA († 31. března 1850)
- 19. března – Wilhelm von Biela, rakouský politik a astronom († 18. února 1856)
- 24. března – Orest Kiprenskij, ruský portrétista († 17. října 1836)
- 25. března – Caroline Bonaparte, nejmladší sestra Napoleona Bonaparte († 18. května 1839)
- 5. dubna – Adriano Balbi, italský geograf a statistik († 14. března 1848)
- 14. dubna – Carlo Coccia, italský hudební skladatel a pedagog († 13. dubna 1873)
- 21. dubna – Friedrich Fröbel, německý pedagog († 21. června 1852)
- 26. dubna – Marie Amálie Neapolsko-Sicilská, manželka posledního francouzského krále Ludvíka Filipa († 24. března 1866)
- 19. května – Ivan Fjodorovič Paskevič, ukrajinský voják a generál ruské armády († 1. února 1856)
- 28. května – Ján Rombauer, portrétista německého původu († 12. února 1849)
- 30. května
  - John Charles Spencer, 3. hrabě Spencer, britský politik a šlechtic († 1. října 1845)
  - Michail Semjonivič Voroncov, ruský kníže a polní maršál († 18. listopadu 1856)
- 19. června – Félicité Robert de Lamennais, francouzský kněz, spisovatel a filosof († 27. února 1854)
- 21. června – Marie Augusta Saská, saská princezna († 14. března 1863)
- 3. července – Pierre Berthier, francouzský důlní inženýr a mineralog († 24. srpna 1861)
- 6. července – Marie Luisa Španělská, španělská infantka a etruská královna († 13. března 1824)
- 9. července – Antonín Apponyi, rakouský diplomat a uherský šlechtic († 17. října 1852)
- 14. července – Maxmilián Josef Rakouský-Este, rakouský specialista na dělostřelectvo a opevnění († 1. června 1863)
- 26. července – John Field, irský hudební skladatel, klavírista a hudební pedagog († 23. ledna 1837)
- 1. srpna – Evžen z Mazenodu, francouzský katolický světec († 21. května 1861)
- 8. srpna – Ivan Paskevič, generál, polní maršál ruské armády († 1. února 1856)
- 10. srpna – Vicente Guerrero, mexický revoluční generál († 14. února 1831)
- 18. srpna – Jean Baptiste Antoine Marcellin de Marbot, francouzský generál († 16. listopadu 1854)
- 7. září – Marie Bádenská, Brunšvicko-Wolfenbüttelská vévodkyně († 20. dubna 1808)
- 16. září – Tao-kuang, čínský císař z dynastie Čching († 25. února 1850)
- 11. října – Steen Steensen Blicher, dánský kněz, básník a spisovatel († 26. března 1848)
- 13. října – Friedrich Carl Ulrich von Levetzow, německý šlechtic a britský důstojník († 18. června 1815)
- 27. října – Niccolò Paganini, italský houslový virtuos († 27. května 1840)
- 1. listopadu – Frederick John Robinson, britský státník († 28. ledna 1859)
- 13. listopadu – Josef Kornhäusel, rakouský architekt († 31. října 1860)
- 16. listopadu – Gilbert Elliot, 2. hrabě z Minto, britský státník a skotský šlechtic († 31. července 1859)
- 17. listopadu – Conrad Graf, rakousko-německý výrobce klavírů († 18. března 1851)
- 5. prosince – Martin Van Buren, americký prezident († 24. června 1862)
- 16. prosince – Louis-Barthélémy Pradher, francouzský skladatel, klavírista a pedagog († 19. října 1843)
- neznámé datum
  - Lozang Tänpä, tibetský pančhenlama († 1853)
  - Johann Gottfried Sommer, německý topograf a spisovatel († 12. listopadu 1848)
  - Jakov Michajlovič Kolokolnikov-Voronin, ruský malíř († 1845)

## Úmrtí

### Česko
- 17. února – Josef I. Adam ze Schwarzenbergu, rakouský a český šlechtic, vévoda krumlovský (* 25. prosince 1722)
- 22. dubna – Josef Seger, skladatel, houslista a varhaník (* 21. března 1716)
- 25. dubna – Otto Logk z Netky, opat cisterciáckého kláštera ve Žďáru nad Sázavou (* 19. ledna 1714)
- 30. dubna – Lukáš Bernard Schneider, českobudějovický měšťan a místní kronikář (* 18. října 1717)
- 23. července – Valerius Obletter, olomoucký zvonař a puškař (* 1717)
- 25. srpna – Jan Antonín Votápek z Ritterwaldu, táborský rychtář (* 1706)
- 26. října – Franz Lothar Ehemant, kunsthistorik a pedagog (* 21. listopadu 1748)
- neznámé datum
  - Antonín Nývlt, rtyňský rychtář (* 1721)
  - Vít Adam, opat Emauzského kláštera (* ?)
  - Lucius Hornisch, františkán a teolog (* ?)

### Svět
- 1. ledna – Johann Christian Bach, německý skladatel a varhaník (* 5. září 1735)
- 27. ledna – Leopoldina Marie Anhaltsko-Desavská, německá šlechtična a markraběnka (* 12. prosince 1716)
- 27. února – José Cadalso, španělský důstojník, básník a dramatik (* 8. října 1741)
- 9. března – Sava II. Petrović-Njegoš, černohorský vladyka (* 18. ledna 1702)
- 17. března – Daniel Bernoulli, švýcarský fyzik a matematik (* 8. února 1700)
- 7. dubna – Taksin, thajský král (* 17. dubna 1734)
- 12. dubna – Pietro Metastasio, italský spisovatel a básník (* 13. ledna 1698)
- 13. dubna – Mikołaj Bazyli Potocki, polsko-ukrajinský mecenáš a politik (* 1707/08)
- 6. května – János Szilássy, slovenský zlatník (* 1707)
- 7. května – Henrietta Marie Braniborsko-Schwedtská, německá šlechtična a kněžna (* 2. března 1702)
- 8. května – markýz de Pombal, portugalský premiér (* 13. května 1699)
- 13. května – Daniel Solander, švédský botanik (* 19. února 1733)
- 15. května – Richard Wilson, velšský malíř (* 1. srpna 1714)
- 16. května – Daniel Solander, švédský botanik (* 19. února 1733)
- 22. května – Frederika Hesensko-Darmstadtská, německá šlechtična (* 20. srpna 1752)
- 10. června – Franz Ludwig von Thürheim, rakouský hrabě a císařský polní maršál (* 27. června 1710)
- 13. června – Anna Göldi, tzv. poslední evropská čarodějnice (* 24. října 1734)
- 21. června – Jiří Vilém Hesensko-Darmstadtský, německý šlechtic a princ (* 11. července 1722)
- 1. července – Charles Watson-Wentworth, britský státník a politik (* 13. května 1730)
- 13. července – Joseph Pickford, anglický architekt (* 6. října 1734)
- 15. července – Farinelli, italský zpěvák, jeden z nejvýznamnějších pěvců 18. století (* 24. ledna 1705)
- 16. července – Luisa Ulrika Pruská, švédská královna (* 24. července 1720)
- 7. srpna – Andreas Sigismund Marggraf, německý experimentální chemik (* 3. března 1709)
- 18. srpna – Karolína Waldecko-Pyrmotská, německá šlechtična a kuronská vévodkyně (* 14. srpna 1748)
- 20. srpna – Alfréd Britský, anglický princ a syn krále Jiřího III. (* 22. září 1780)
- 6. září – Martha Wayles Skelton Jefferson, žena třetího prezidenta Spojených států amerických Thomase Jeffersona (* 30. října 1748)
- 16. září – Farinelli, italský vykastrovaný sopranista (* 24. ledna 1705)
- 28. října – Šarlota Amálie Dánská, dánská princezna (* 6. října 1706)
- 19. listopadu – Marie Kristýna Saská, saská princezna a abatyše (* 12. února 1735)
- 21. listopadu – Jacques de Vaucanson, francouzský inženýr a vynálezce (* 24. února 1709)
- 7. prosince – Haidar Alí, maisúrský sultán (* kolem 1720)
- 28. prosince – Marie Karolína Savojská, savojská vévodkyně a saská princezna (* 17. ledna 1764)
- neznámé datum
  - červen: Anna Göldi, poslední žena popravená za čarodějnictví (* 1734)
  - prosinec: Hyde Parker, britský admirál a zakladatel námořnické dynastie Parkerů (* 1. února 1714)
  - Joseph Pickford, anglický architekt (* 1736)
  - Johann Leonard Hoffmann, německo-nizozemský amatérský sběratel fosilií (* 1710)
  - Anne Bonny, irská pirátka působící v Karibiku (* asi 1700)

## Hlavy států
- Francie – Ludvík XVI. (1774–1792)
- Habsburská monarchie – Josef II. (1780–1790)
- Osmanská říše – Abdulhamid I. (1774–1789)
- Polsko – Stanislav II. August Poniatowski (1764–1795)
- Prusko – Fridrich II. (1740–1786)
- Rusko – Kateřina II. Veliká (1762–1796)
- Španělsko – Karel III. (1759–1788)
- Švédsko – Gustav III. (1771–1792)
- Velká Británie – Jiří III. (1760–1820)
- Svatá říše římská – Josef II. (1765–1790)
- Papež – Pius VI. (1774–1799)
- Japonsko – Kókaku (1780–1817)